# Oscar 2023
Cea de-a 95-a ediție a Premiilor Academiei, organizată de Academia de Arte și Științe Cinematografice, a onorat filmele lansate în 2022. A avut loc la Dolby Theatre din Los Angeles pe 12 martie 2023.
În timpul ceremoniei, Premiile Academiei, cunoscute popular sub numele de Oscar, au fost repartizate în 23 de categorii. Ceremonia a fost televizată în Statele Unite prin intermediul canalului ABC. Gazda evenimentului a fost pentru a treia oară comediantul Jimmy Kimmel.

## Nominalizări
Nominalizările au fost anunțate de actorii Riz Ahmed și Allison Williams la 24 ianuarie 2023.

### Premii
| Cel mai bun film - Orice, oriunde, oricând – producători: Daniel Kwan, Daniel Scheinert și Jonathan Wang - Nimic nou pe frontul de vest – producător: Malte Grunert - Avatar: Calea apei – producători: James Cameron și Jon Landau - Spiritele din Inisherin – producători: Graham Broadbent, Peter Czernin și Martin McDonagh - Elvis – producători: Baz Luhrmann, Catherine Martin, Gail Berman, Patrick McCormick și Schuyler Weiss - The Fabelmans – producători: Kristie Macosko Krieger, Steven Spielberg și Tony Kushner - Tár – producători: Todd Field, Alexandra Milchan și Scott Lambert - Top Gun: Maverick – producători: Tom Cruise, Christopher McQuarrie, David Ellison și Jerry Bruckheimer - Triunghiul tristeții – producători: Erik Hemmendorff și Philppe Bober - Women Talking – producători: Dede Gardner, Jeremy Kleiner și Frances McDormand | Cel mai bun regizor - Daniel Kwan și Daniel Scheinert – Orice, oriunde, oricând - Todd Field – Tár - Martin McDonagh – Spiritele din Inisherin - Ruben Östlund – Triunghiul tristeții - Steven Spielberg – The Fabelmans |
| Cel mai bun actor - Brendan Fraser – The Whale în rolul Charlie - Austin Butler – Elvis în rolul Elvis Presley - Colin Farrell – Spiritele din Inisherin în rolul Pádraic Súilleabháin - Paul Mescal – Aftersun în rolul Calum Paterson - Bill Nighy – Living în rolul Mr. Williams | Cea mai bună actriță - Michelle Yeoh – Orice, oriunde, oricând în rolul Evelyn Wang - Cate Blanchett – Tár în rolul Lydia Tár - Ana de Armas – Blonde în rolul Norma Jeane Mortensen / Marilyn Monroe - Andrea Riseborough – To Leslie în rolul Leslie Rowlands - Michelle Williams – The Fabelmans în rolul Mitzi Schildkraut-Fabelman |
| Cel mai bun actor în rol secundar - Ke Huy Quan – Orice, oriunde, oricând în rolul Waymond Wang - Brendan Gleeson – Spiritele din Inisherin în rolul Colm Doherty - Brian Tyree Henry – Causeway în rolul James Aucoin - Judd Hirsch – The Fabelmans în rolul Boris Schildkraut - Barry Keoghan – Spiritele din Inisherin în rolul Dominic Kearney | Cea mai bună actriță în rol secundar - Jamie Lee Curtis – Orice, oriunde, oricând în rolul Deirdre Beaubeirdre - Angela Bassett – Black Panther: Wakanda Forever în rolul Regina Ramonda - Hong Chau – The Whale în rolul Liz - Kerry Condon – Spiritele din Inisherin în rolul Siobhán Súilleabháin - Stephanie Hsu – Orice, oriunde, oricând în rolul Joy Wang / Jobu Tupaki |
| Cel mai bun scenariu original - Orice, oriunde, oricând – Daniel Kwan și Daniel Scheinert - Spiritele din Inisherin – Martin McDonagh - The Fabelmans – Steven Spielberg și Tony Kushner - Tár – Todd Field - Triangle of Sadness – Ruben Östlund | Cel mai bun scenariu adaptat - Women Talking – Sarah Polley; bazat pe romanul omonim scris de Miriam Toews - Nimic nou pe frontul de vest – Edward Berger; bazat pe romanul omonim scris de Erich Maria Remarque - La cuțite: Misterul din Grecia – Rian Johnson; bazat pe personajele create de Johnson și pe filmul La cuțite - Living – Kazuo Ishiguro; bazat pe scenariul original pentru filmul Ikiru de Akira Kurosawa, Shinobu Hashimoto și Hideo Oguni - Top Gun: Maverick – Ehren Kruger, Eric Warren Singer și Christopher McQuarrie; bazat pe filmul Top Gun scris de Jim Cash și Jack Epps Jr. |
| Cel mai bun film de animație - Guillermo del Toro's Pinocchio – Guillermo del Toro, Mark Gustafson, Gary Ungar și Alex Bulkley - Marcel the Shell with Shoes On – Dean Fleischer Camp, Elisabeth Holm, Andrew Goldman, Caroline Kaplan și Paul Mezey - Puss in Boots: The Last Wish – Joel Crawford și Mark Swift - The Sea Beast – Chris Williams și Jed Schlanger - Turning Red – Domee Shi și Lindsey Collins | Cel mai bun film străin - Nimic nou pe frontul de vest (Germania) – regia: Edward Berger - Argentina, 1985 (Argentina) – regia: Santiago Mitre - Close (Belgia) – regia: Lukas Dhont - EO (Polonia) – regia: Jerzy Skolimowski - The Quiet Girl (Irlanda) – regia: Colm Bairéad |
| Cel mai bun film documentar - Navalny – Daniel Roher, Odessa Rae, Diane Becker, Melanie Miller și Shane Boris - All That Breathes – Shaunak Sen, Aman Mann și Teddy Leifer - All the Beauty and the Bloodshed – Laura Poitras, Howard Gertler, John Lyons, Nan Goldin și Yoni Golijov - Fire of Love – Sara Dosa, Shane Boris și Ina Fichman - A House Made of Splinters – Simon Lereng Wilmont și Monica Hellström | Scurt metraj documentar - The Elephant Whisperers – Kartiki Gonsalves și Guneet Monga - Haulout – Evghenia Arbugaeva și Maxim Arbugaev - How Do You Measure a Year? – Jay Rosenblatt - The Martha Mitchell Effect – Anne Alvergue și Beth Levison - Stranger at the Gate – Joshua Seftel și Conall Jones |
| Cel mai bun scurt metraj - An Irish Goodbye – Tom Berkely și Ross White - Ivalu – Anders Walter și Rebecca Pruzan - Le Pupille – Alice Rohrwacher și Alfonso Cuarón - Night Ride – Eirik Tveiten și Gaute Lid Larssen - The Red Suitcase – Cyrus Neshvad | Cel mai bun scurtmetraj de animație - The Boy, the Mole, the Fox and the Horse – Charlie Mackesy și Matthew Freud - The Flying Sailor – Wendy Tilby și Amanda Forbis - Ice Merchants – Joao Gonzalez și Bruno Caetano - My Year of Dicks – Sara Gunnarsdottir și Pamela Ribbon - An Ostrich Told Me the World Is Fake and I Think I Believe It – Lachlan Pendragon |
| Cea mai bună coloană sonoră - Nimic nou pe frontul de vest – Volker Bertelmann - Babylon – Justin Hurwitz - Spiritele din Inisherin – Carter Burwell - Orice, oriunde, oricând – Son Lux - The Fabelmans – John Williams | Cea mai bună melodie originală - "Naatu Naatu" din RRR – muzică de M. M. Keeravani, versuri de Chandrabose - "Applause" din Tell It Like a Woman – muzică și versuri de Diane Warren - "Hold My Hand" din Top Gun: Maverick – muzică și versuri de Lady Gaga și BloodPop - "Lift Me Up" din Black Panther: Wakanda Forever – muzică de Tems, Rihanna, Ryan Coogler și Ludwig Göransson; versuri de Tems și Ryan Coogler - "This Is a Life" din Orice, oriunde, oricând – muzică de Ryan Lott, David Byrne și Mitski; versuri de Ryan Lott și David Byrne                                                   |
| Cel mai bun sunet - Top Gun: Maverick – Mark Weingarten, James H. Mather, Al Nelson, Chris Burdon și Mark Taylor - Nimic nou pe frontul de vest – Viktor Prášil, Frank Kruse, Markus Stemler, Lars Ginzel și Stefan Korte - Avatar: Calea apei – Julian Howarth, Gwendolyn Yates Whittle, Dick Bernstein, Christopher Boyes, Gary Summers și Michael Hedges - The Batman – Stuart Wilson, William Files, Douglas Murray și Andy Nelson - Elvis – David Lee, Wayne Pashley, Andy Nelson și Michael Keller | Cele mai bune decoruri - Nimic nou pe frontul de vest – design de producție: Christian M. Goldbeck; decoruri: Ernestine Hipper - Avatar: Calea apei – design de producție: Dylan Cole and Ben Procter; decoruri: Vanessa Cole - Babylon – design de producție: Florencia Martin; decoruri: Anthony Carlino - Elvis – design de producție: Catherine Martin și Karen Murphy; decoruri: Bev Dunn - The Fabelmans – design de producție: Rick Carter; decoruri: Karen O'Hara |
| Cea mai bună imagine - Nimic nou pe frontul de vest – James Friend - Bardo, False Chronicle of a Handful of Truths – Darius Khondji - Elvis – Mandy Walker - Empire of Light – Roger Deakins - Tár – Florian Hoffmeister | Cel mai bun machiaj - The Whale – Adrien Morot, Judy Chin și Anne Marie Bradley - Nimic nou pe frontul de vest – Heike Merker și Linda Eisenhamerová - The Batman – Naomi Donne, Mike Marino și Mike Fontaine - Black Panther: Wakanda Forever – Camille Friend și Joel Harlow - Elvis – Mark Coulier, Jason Baird și Aldo Signoretti |
| Cele mai bune costume - Black Panther: Wakanda Forever – Ruth Carter - Babylon – Mary Zophres - Elvis – Catherine Martin - Orice, oriunde, oricând – Shirley Kurata - Mrs. Harris Goes to Paris – Jenny Beavan | Cel mai bun montaj - Orice, oriunde, oricând – Paul Rogers - Spiritele din Inisherin – Mikkel E. G. Nielsen - Elvis – Matt Villa și Jonathan Redmond - Tár – Monika Willi - Top Gun: Maverick – Eddie Hamilton |
| Cele mai bune efecte vizuale - Avatar: Calea apei – Joe Letteri, Richard Baneham, Eric Saindon și Daniel Barrett - Nimic nou pe frontul de vest – Frank Petzold, Viktor Müller, Markus Frank și Kamil Jafar - The Batman – Dan Lemmon, Russell Earl, Anders Langlands și Dominic Tuohy - Black Panther: Wakanda Forever – Geoffrey Baumann, Craig Hammack, R. Christopher White și Dan Sudick - Top Gun: Maverick – Ryan Tudhope, Seth Hill, Bryan Litson și Scott R. Fisher | |

## Filme cu nominalizări și premii multiple
| Nominalizări | Film                           |
| ------------ | ------------------------------ |
| 11           | Orice, oriunde, oricând        |
| 9            | Nimic nou pe frontul de vest   |
| 9            | Spiritele din Inisherin        |
| 8            | Elvis                          |
| 7            | The Fabelmans                  |
| 6            | Tár                            |
| 6            | Top Gun: Maverick              |
| 5            | Black Panther: Wakanda Forever |
| 4            | Avatar: Calea apei             |
| 3            | Babylon                        |
| 3            | The Batman                     |
| 3            | Triunghiul tristeții           |
| 3            | The Whale                      |
| 2            | Living                         |
| 2            | Women Talking                  |

| Premii | Film                         |
| ------ | ---------------------------- |
| 7      | Orice, oriunde, oricând      |
| 4      | Nimic nou pe frontul de vest |
| 2      | The Whale                    |